# Mimulus rupicola
Mimulus rupicola é uma planta com flor da família Phrymaceae.

## Distribuição
A Mimulus rupicola é endêmica do norte do Deserto de Mojave , dentro do Condado de Inyo, no leste da Califórnia.